# Левесон-Гоуэр, Гренвиль, 2-й граф Гренвиль
Джордж Левесон-Гоуэр, 2-й граф Гренвиль (11 мая 1815 — 31 марта 1891), — британский политик.

## Биография
Родился в Лондоне, был старшим сыном 1-го графа Гренвиля и леди Харриет, дочери 5-го герцога Девоншира. Его отец, Гренвиль Левесон-Гоуэр, был младшим сыном Гренвиля, 2-го лорда Гоуэра и маркиза Стаффорда (1720—1803), от его третьей жены; старший сын от второй жены (дочери 1-го герцога Бриджуотера) стал 2-м маркизом Стаффорд, и его брак с дочерью и наследницей 17-го графа Сазерленда (графиней Сазерленд) привёл к слиянию фамилий Гоуэр и Стаффорд в именовании титула герцогов Сазерленд (возникшего в 1833 году), являвшихся старшей ветвью семьи.
Получив образование в Итоне и Крайст-Чёрче, Оксфорд, молодой лорд Левесон отправился на некоторое время в Париж вместе с отцом, бывшим тогда британским послом во Франции; в 1836 году вернулся в Великобританию. На выборах 1837 года был избран в Палату общин от Морпета, будучи членом партии вигов. В 1840—1841 годах был заместителем министра иностранных дел в правительстве лорда Мельбурна. 25 июля 1840 года женился на леди Актон (Мария Луиза Фелина де Дальберг, вдова сэра Ричарда Актона); детей в браке с ней не имел. В 1841 году вновь выиграл выборы, избравшись от Личфилда, и на протяжении пяти лет работал в нижней палате парламента, на этот раз в качестве депутата от оппозиции. В 1846 году после смерти отца унаследовал его титул графа Гренвиля и место в Палате лордов.
В Палате лордов выступал сторонником свободной торговли. Когда в 1846 году виги вернулись к власти, лорд Джон Рассел назначил его главным хранителем королевских псарен (Master of Buckhounds). Гренвиль быстро поднялся по партийной лестнице; по воспоминаниям, отличался любезным и дипломатичным характером. В 1848 году стал вице-президентом Торгового совета и принимал активное участие в организации Всемирной выставки 1851 года. С 1848 года также занимал должность государственного казначея. В 1851 году, будучи уже допущенным к работе непосредственно в кабинете министров, заменил Палмерстона в качестве министра иностранных дел и оставался на этом посту до отставки кабинета лорда Джона Рассела в 1852 году; когда лорд Абердин сформировал в конце года своё правительство, то назначил Гренвиля на пост первого лорда-председателя Совета. В 1854 году был назначен канцлером герцогства Ланкастер. В 1855 году, после отставки кабинета Абердина и формирования кабинета Палмерстона, был вновь назначен лордом-председателем Совета.
Его интерес к образованию привёл к его избранию в 1856 году на пост канцлера Лондонского университета — должность, которую он занимал в течение тридцати пяти лет; он был также видным деятелем движения за приём в университет женщин, а также занимался преподаванием современных языков. В 1857 году был награждён орденом Подвязки.
С 1855 года возглавлял вигов в Палате лордов — будучи в это время как в правительстве, так и, после отставки Палмерстона в 1858 году, в оппозиции. После преобразования вигов в 1859 году в Либеральную партию стал её лидером в Палате лордов. В 1856 году возглавлял британскую делегацию, отправленную на коронацию российского императора Александра II в Москву. В июне 1859 года королева Виктория, смущённая амбициями соперничающих Палмерстона и Рассела, хотела доверить ему сформировать правительство, но Гренвиль ответил отказом, вследствие чего Палмерстон снова стал премьер-министром — с лордом Джоном в качестве министра иностранных дел и Гренвилем, вновь занявшим пост лорда-председателя Совета.
Начало 1860-х годов было трудным периодом для Гренвиля. В 1860 году умерла его супруга, затем, в 1862 году, мать и один из самых близких его друзей, лорд Каннинг. Под влиянием этих утрат Гренвиль полностью посвятил себя политической деятельности. Во время Гражданской войны в США Гренвиль был одним из противников участия Великобритании в конфликте. Представленный им в сентябре 1862 года меморандум против интервенции побудил Палмерстона сохранять нейтралитет в конфликте. После смерти Палмерстона в 1865 году вновь стал лордом-председателем во втором правительстве лорда Рассела, уже бывшего пэром, снова ставшего премьер-министром и взявшего на себя руководство Палатой лордов. В том же 1865 году получил церемониальный пост лорда-стража Пяти портов. 26 сентября 1865 года вновь женился: его второй женой стала Кастилия Кэмпбелл; в браке с ней имел двух сыновей и трёх дочерей.
В 1866 году либералы проиграли выборы, вследствие чего Гренвиль до 1868 года находился в оппозиции. После возвращения своей партии к власти в декабре 1868 года стал министром колоний в составе первого правительства Гладстона. После смерти лорда Кларендона в 1870 году занял пост министра иностранных дел. В этой должности ему пришлось столкнуться с кризисами в ходе Франко-прусской войны, начавшейся спустя лишь несколько дней после его назначения, и российским завоеванием Средней Азии. В частности, когда Россия, воспользовавшись Франко-прусской войной, денонсировала часть Парижского мирного договора, касавшуюся Чёрного моря, протест Гренвиля был безрезультатным; в 1871 году между Гренвилем и Петром Шуваловым была достигнута договорённость о создании нейтральной зоны между Афганистаном и российскими владениями в Средней Азии, но после занятия русскими войсками в 1873 году Хивы, находившейся на этой территории, Гренвиль принял этот факт. В 1870 году во многом благодаря его усилиям в Палате лордов был проведён первый Ирландский земельный акт. Потерял свой пост после поражения либералов на выборах 1874 года; в оппозиции был критиком внешней политики правительства Бенджамина Дизраэли, которую называл «энергичной» и отстаивал собственные дипломатические методы. В 1880 году вновь занял пост министра иностранных дел, занимая в значительной степени выжидательную позицию в контексте нарастания антибританского духа в германской внешней политике.
Лорд Гранвиль не уделил должного внимания инциденту в бухте Ангра-Пекуэна, над которой в 1884 году был провозглашён германский протекторат и которая стала «воротами» для немцев в деле колонизации юго-запада Африки. Когда Гладстон поддержал идею о гомруле для Ирландии, Гренвиль, отличавшийся восприимчивостью к новым идеям и уважением к премьер-министру, также высказался в поддержку этого. Действия Гренвиля на посту министра иностранных дел были подвергнуты критике даже в его родной партии, поскольку либералы поняли, что они окончательно утратили своё влияние на внешнюю политику из-за пребывания того в должности. В итоге в начале 1886 года он ушёл в отставку с поста министра иностранных дел, уступив кресло Розбери, предпочтение которому было отдано внешнеполитическим ведомством. На полгода он занял пост министра колоний, но в июле 1886 года окончательно ушёл из политической жизни.
Согласно энциклопедии «Британника», Гренвиль говорил по-французски с парижским акцентом, располагал к себе людей, имел много друзей, читал особенно хорошие речи после трапезы и искренне любил дипломатию, но не являлся «конструктивным государственным деятелем», поскольку его «вежливые и миролюбивые методы несколько не соответствовали решению новых ситуаций, возникавших в Европе и за её пределами».